# Niyazi Tamakan
Niyazi Tamakan (* 1. Januar 1932 in Istanbul) ist ein ehemaliger türkischer Fußballspieler.

## Karriere
Niyazi Tamakan begann seine Karriere bei Kasımpaşa Istanbul. Dort spielte er zwei Jahre und wechselte anschließend zu Fenerbahçe Istanbul. In seiner ersten Saison bei Fenerbahçe gewann er die Istanbuler Stadtmeisterschaft.
Im Oktober 1956 ging Tamakan zu MKE Ankaragücü und kehrte nach zwei Monaten wieder zurück zu Fenerbahçe Istanbul. 1959 gewann der Stürmer mit seinen Mannschaftskollegen zum ersten Mal die türkische Meisterschaft der Vereinsgeschichte. Zwei Jahre nach dem Gewinn der Meisterschaft wechselte Tamakan die Vereinsfarben, er wurde Spieler vom Stadtrivalen Galatasaray Istanbul. In seiner zweiten und letzten Saison für die Gelb-Roten wurde er erneut türkischer Meister. Für Galatasaray war es der erste Meistertitel der Vereinsgeschichte.
Seine Karriere beendete Niyazi Tamakan am Ende der Saison 1963/64 bei Kasımpaşa Istanbul.

## Erfolge
Fenerbahçe Istanbul
- İstanbul Profesyonel Ligi: 1953, 1957, 1959
- Türkischer Meister: 1959

Galatasaray Istanbul
- Türkischer Meister: 1962